# Лициантес Рантонне
Лициантес Рантонне (лат. Lycianthes rantonnetii) — многолетний вечнозелёный или листопадный (в более прохладных регионах) кустарник, вид рода Лициантес (Lycianthes) семейства Паслёновые (Solanaceae). Природный ареал находится в Южной Америке, в культуре широко интродуцирован как декоративное растение, в Европу завезён в 1868 году.

## Название
Родовое название происходит от корней др.-греч. lykion — «колючий куст» и др.-греч. anthos — «цветок».
Видовой эпитет дан в честь Виктора Рантонне, французского садовода и коллекционера растений 19-го века, пионера в акклиматизации новых экзотических видов с Лазурного Берега для выращивания в садах Франции.
Русское название является транскрипцией латинского названия, однако в русскоязычных ботанических авторитетных источниках оно не встречается. В литературе и интернет-источниках вид часто фигурирует под устаревшим синонимичным названием Паслён Рантонне или с искажением видового эпитета — Паслён Рантоннетти, Паслён Рантонета и др.
Тривиальные названия: парагвайский паслён (калька с англ. Paraguay Nightshade) и голубое картофельное дерево (англ. Blue Potato Bush), также паслён горечавковидный.

## Ботаническое описание
Многолетний кустарник высотой 1-–3 (4) м, интенсивно ветвящийся от основания. Побеги от восходящих до прямых, молодые — тонкие, гибкие, часто поникающие. Все части растения покрыты беловатыми простыми или расщепленными волосками, железистыми или кроющими.
Листья ближе к стволу очерёдные, на концах парные или одиночные. Черешки (0,1)0,8–2,5(-4) см. Листовая пластинка цельнокрайняя, от широкоовальной или ромбовидно-ланцетной до узко-ланцетной, 1-15,5×0,5–7,5 см. Основание клиновидное, иногда ассиметричное, кончик заостренный. Растение вечнозеленое в тропическом климате, или листопадное в регионах с прохладной зимой.
В тропических регионах цветение круглогодичное. Соцветия — полузонтики с 1-7 цветками. Цветоножки прямые, расходящиеся, 0,5-2,5 см.
Чашечка колокольчиковидная или обратно-конусовидная, опушенная 1,5–4×2,5–4,5 мм (в некоторой степени разрастающаяся при плодоношении до 9 мм в диаметре). Венчик сине-фиолетовый с контрастным жёлтым центром, 6–18 мм. Тычинки неравные, 3 тычиночные нити 2–3 мм длиной, две — 0,8–1,5 мм, плотно или редко опушенные в местах прикрепления к трубке венчика, пыльники оранжевые, 2,5–4 мм. Завязь яйцевидная 1,8–2,3 мм. Пестик не выдается выше уровня пыльников, 3,5-5,5 мм.
Плоды — оранжево-красные ягоды до 3 см в диаметре. Завязываются не во всех регионах произрастания, редко встречаются в Северной Америке, где изредка наблюдаются незрелые ягоды жёлтого цвета, от шаровидной до овальной формы, 1–2(-3,2) см. Семена 3-12 шт в ягоде, 2,5–3,5 мм.
Хромосомное число 2n=24.

## Распространение и экология
Природный ареал находится в Южной Америке, от Боливии до юго-восточных и южных регионов Бразилии и северо-востока Аргентины, где растение встречается в кустарниковых зарослях (в т.ч. в биомах Чапараль) и лесах. Интродуцирован в Австралии, Центральной Америке (Сальвадор, Гватемала), Калифорнии (США), Пакистане, Испании, Тунисе.

## Хозяйственное значение и применение
В декоративном садоводстве
Лициантес Рантонне — популярное декоративное садовое растение в регионах с круглогодичными положительными температурами, где является вечнозелёной и постоянно цветущей культурой. В более холодных областях (с зимними температурами до −5 °C) сбрасывает листву и может подмерзать до уровня почвы. Часто выращивается в кадочной культуре (летом — в открытом грунте, зимой — в помещении), или как комнатное растение. USDA зоны зимостойкости — 8b, 9a, 9b, 10a, 10b, 11. В сочинском Дендрарии из 5 молодых экземпляров 4 полностью погибли в холодную зиму 2016 года при понижении температуры до −8 °C, оставшееся растение успешно перенесло подобные температуры зимой 2020 года и продолжает рост и цветение после частичного подмерзания.
При выращивании предпочитает солнечное расположение, влажные плодородные хорошо дренированные почвы, устойчив к различным уровням кислотности субстрата. В зимний период осуществляют формирующую обрезку, укорачивая побеги на 1/3 их длины. Растения хорошо формируются в штамбовую форму. Может поражаться тлёй и паутинным клещом, из заболеваний — серой гнилью.
Вид удостоен Награды за выдающиеся садовые качества Королевского садоводческого общества Великобритании.
Зарубежными питомниками предлагаются культивары
- 'Alba' — форма с белыми цветками, иногда случайными фиолетовыми штрихами и кончиками лепестков[7]
- 'White' — форма со снежно-белыми цветками с желтым «горлом»[8]
- 'Charles White' син. 'Charles White Star' син. 'Oosthen' — белые цветки с жёлтым «горлом»[9]
- 'Charles Pink Star' син. 'Oosthen2' — цветки нежного розовато-сиреневого тона с более темной звездой по центру сегментов венчика[10]
- 'Charles Blue Star' — цветки нежного голубовато-сиреневого тона с более темной звездой по центру сегментов венчика[11]
- 'Royal Robe' — более компактные размеры, чем у природного вида; окраска цветков фиалкового тона[12]
- 'Variegatum' — отличается пёстрой расцветкой листьев с бледно-зелёными и кремовыми разводами, цветки сине-фиолетовой окраски с желтым "горлом". Пестролистные экземпляры отличаются более медленным ростом, в южных регионах предпочтительна посадка с легким притенением во избежание ожогов листьев[8]
- 'Lynn's Variegated' — тёмно-зелёные, слегка волнистые листья с тонкой бело-кремовой каймой[13]
- 'Montreux' — формирует кусты 2×2 м с насыщенной сине-фиолетовой окраской цветков. Хорошо подходит для контейнерной культуры и высадки в открытый грунт[8].

## Классификация

### Классификация
- Lycianthes rantonnetii (Carrière) Bitter, 1919, Abh. Naturwiss. Verein Bremen 24 [preprint]: 332

Вид Лициантес Рантонне включается в род Лициантес (Lycianthes) трибы Capsiceae подсемейства Паслёновые (Solanoideae) семейства Паслёновые (Solanaceae) порядка Паслёноцветные (Solanales), последовательно входящего в более крупные клады Ламииды → Астериды → Суперастериды → Эвдикоты → Цветковые растения. Таксономическая схема в соответствии с Системой APG IV по состоянию на июнь 2024 года:
|  |                          |  |                                   |                                   |                      |  | еще 4 семейства | еще 4 семейства   |                         |  |  |  | еще 61 род                                                      | еще 61 род             |  |  |
|  |                          |  |                                   |                                   |                      |  | еще 4 семейства | еще 4 семейства   |                         |  |  |  | еще 61 род                                                      | еще 61 род             |  |  |
|  |                          |  |                                   | порядок Камнеломкоцветные         |                      |  |                 |                   | подсемейство Пасленовые |  |  |  |                                                                 | вид Лициантес Рантонне |  |  |
|  |                          |  |                                   | порядок Камнеломкоцветные         |                      |  |                 |                   | подсемейство Пасленовые |  |  |  |                                                                 | вид Лициантес Рантонне |  |  |
|  | клада Цветковые растения |  |                                   |                                   | семейство Пасленовые |  |                 |                   | род Лициантес           |  |  |  |                                                                 |                        |  |  |
|  | клада Цветковые растения |  |                                   |                                   |                      |  |                 |                   |                         |  |  |  |                                                                 |                        |  |  |
|  |                          |  | ещё 63 порядка цветковых растений | ещё 63 порядка цветковых растений |                      |  |                 | еще 7 подсемейств | еще 7 подсемейств       |  |  |  | еще 130 подтвержденных видов и 24 вида, ожидающих подтверждения |                        |  |  |
|  |                          |  |                                   | ещё 63 порядка цветковых растений |                      |  |                 |                   | еще 7 подсемейств       |  |  |  |                                                                 |                        |  |  |